# Lucas Alario
Lucas Nicolás Alario, född 8 oktober 1992, är en argentinsk fotbollsspelare som spelar för Eintracht Frankfurt.

## Klubbkarriär
I september 2017 värvades Alario av Bayer Leverkusen, där han skrev på ett femårskontrakt.
Den 24 juni 2022 värvades Alario av Eintracht Frankfurt, där han skrev på ett treårskontrakt.

## Landslagskarriär
Alario debuterade för Argentinas landslag den 1 september 2016 i en 1–0-vinst över Uruguay, där han blev inbytt i den 71:a minuten mot Lucas Pratto.